# Catral
Catral község Spanyolországban, Alicante tartományban. Lakosainak száma 9423 fő (2024). Catral Almoradí, Callosa de Segura, Crevillent, Dolores, Orihuela és San Isidro községekkel határos.

## Népesség
A település lakosságának változását az alábbi diagram mutatja:
| Lakosok száma | 5146 | 5884 | 7530 | 8745 | 9092 | 8663 | 8551 | 8639 | 8880 | 9423 |
|               | 2001 | 2004 | 2006 | 2009 | 2011 | 2014 | 2016 | 2019 | 2021 | 2024 |